# Bernard Dowiyogo

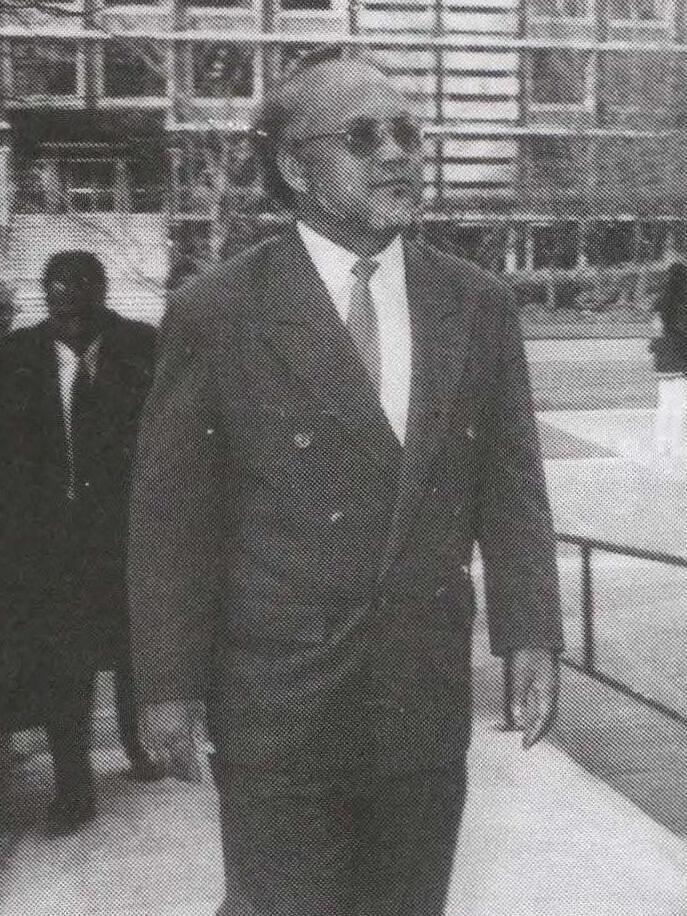
Dowiyogo en 1995.

Bernard Annen Auwen Dowiyogo (14 de febrero de 1946 – 9 de marzo de 2003) fue un político nauruano quién ejerció como presidente de Nauru en siete ocasiones por separado. Durante ese periodo, también ejerció como parlamentario para el distrito electoral de Ubenide.

## Antecedentes y carrera inicial
Dowiyogo nació en Nauru el 14 de febrero de 1946, hijo de un oficial de guerra japonés y una mujer de las Islas Gilbert. La primera vez que se convirtió en miembro del parlamento de 18 asientos fue en 1973. Particularmente en sus primeros años en el parlamento, Dowiyogo fue visto como un adversario del primer presidente después de la independencia de Nauru, Hammer DeRoburt. Dowiyogo Fundó el Nauru Instituto de Medios de comunicación y Comunicaciones qué operados entre 1984 y 1996 pero debido a las dificultades financieras estuvo cerrada en 1997.

## Presidente de Nauru
Ejerció su primer periodo como presidente de 1976 a 1978 después de destituir a Hammer DeRoburt. Durante los próximos 25 años, Dowiyogo sirvió como presidente varias veces, por periodos de hasta seis años (1989–1995) y tan cortos como 8 días (en enero del 2003). Fue el presidente más joven en Nauru. Durante los años ochenta, criticó fuertemente a Francia y a los Estados Unidos por las pruebas de armamento nuclear realizadas en Nauru.

### Muerte
Falleció en el cargo en marzo del 2003 (habiendo sido presidente en esta ocasión desde enero del 2003) en el Hospital universitario George Washington en Washington D.C. debido a complicaciones cardíacas por su lucha contra las diabetes, una enfermedad común en Nauru. En el momento del deterioro de su enfermedad final, había participado en prolongadas relaciones con el gobierno de los Estados Unidos.

## Familia
Dowiyogo tuvo ocho hijos con su esposa, Christina Dowiyogo (fallecida en marzo del 2008): Clara Augusta Alefaio (née Dowiyogo) quién ejerció en el Departamento de educación de Nauru pero ahora reside en Nueva Zelanda, Valdon Kape Dowiyogo, quién ejerció como vocero del parlamento de Nauru, Jesaulenko Dowiyogo, quien se desempeñó como diplomático y posteriormente presidente del consejo de administración de Pesca y Recursos marinos de Nauru, Junior Dowiyogo quién se desempeña como comisario en las fuerzas policiales del país, Peter Jason Dowiyogo quién trabaja en la oficina de mensajería de Nauru, David Dowiyogo quien es empleado en la República del Hospital Nauru, Jeff Dowiyogo quien actualmente reside en Australia y Zita Dowiyogo quien ahora trabaja en la oficina de inmigración de Nauru.